# Discursos a la nación alemana
Los Discursos a la nación alemana (en alemán, Reden an die deutsche Nation) es una de las obras más conocidas e influyentes del filósofo Johann Gottlieb Fichte, la cual fue publicada en Berlín en 1808.
Reunía catorce discursos pronunciados por Fichte entre el 15 de diciembre de 1807 hasta el 20 de marzo de 1808 en Berlín, tiempo durante el cual dicha ciudad se encontraba ocupada por tropas francesas en el contexto de las Guerras Napoleónicas. En este sentido, los discursos pretendían despertar un sentimiento nacional y proponen la creación de un Estado-nación alemán que nacería de las ruinas del Sacro Imperio Romano Germánico libre de la ocupación francesa. Debido al fuerte componente político de la obra, su contenido filosófico no ha sido tenido muy en cuenta, el cual se compone de un esencialismo respecto al ser alemán. Fichte dedicó el libro a los españoles que habían sido un buen ejemplo de nación con el levantamiento popular del 2 de mayo de 1808 en Madrid.